# شهرک (بیجار)
شهرک (بیجار)، روستایی از توابع بخش کرانی شهرستان بیجار در استان کردستان ایران است.

## جمعیت
این روستا در دهستان کرانی قرار دارد و براساس سرشماری مرکز آمار ایران در سال ۱۳۸۵، جمعیت آن ۳۲۹ نفر (۸۸خانوار) بوده‌است.

## شهاب‌الدین یحیی سهروردی
به گفته دکتر حسین خلیقی، این روستا زادگاه سهروردی متخلص به شیخ اشراق می‌باشد.